# Miguel (voetballer)
Luís Miguel Brito Garcia Monteiro (Lissabon, 4 januari 1980) - alias Miguel - is een Portugees voormalig betaald voetballer van Kaapverdische afkomst die bij voorkeur als rechtsback speelde. Hij kwam in 2012 zonder club te zitten nadat Valencia CF zijn contract niet verlengde en besloot hetzelfde jaar nog zijn carrière te beëindigen. In februari 2003 debuteerde hij in het Portugees voetbalelftal, waarvoor hij meer dan vijftig interlands speelde.

## Clubvoetbal
Van 1998 tot 2000 speelde Miguel bij Estrela Amadora. In 2000 vertrok hij naar topclub SL Benfica. Bij deze club won de verdediger in 2004 de Taça de Portugal en in 2005 de landstitel. In 2005 tekende Miguel bij Valencia CF, waar hij een vaste waarde werd. In 2012 liep zijn contract ten einde en dit werd niet verlengd.

## Clubstatistieken
| seizoen | club            | land              | competitie       | duels | goals |
| ------- | --------------- | ----------------- | ---------------- | ----- | ----- |
| 1998/99 | Estrela Amadora | Vlag van Portugal | SuperLiga        | 4     | 0     |
| 1999/00 | Estrela Amadora | Vlag van Portugal | SuperLiga        | 28    | 0     |
| 2000/01 | SL Benfica      | Vlag van Portugal | SuperLiga        | 23    | 1     |
| 2001/02 | SL Benfica      | Vlag van Portugal | SuperLiga        | 27    | 6     |
| 2002/03 | SL Benfica      | Vlag van Portugal | SuperLiga        | 29    | 1     |
| 2003/04 | SL Benfica      | Vlag van Portugal | SuperLiga        | 30    | 2     |
| 2004/05 | SL Benfica      | Vlag van Portugal | SuperLiga        | 22    | 2     |
| 2005/06 | Valencia CF     | Vlag van Spanje   | Primera División | 31    | 1     |
| 2006/07 | Valencia CF     | Vlag van Spanje   | Primera División | 31    | 0     |
| 2007/08 | Valencia CF     | Vlag van Spanje   | Primera División | 26    | 1     |
| 2008/09 | Valencia CF     | Vlag van Spanje   | Primera División | 28    | 0     |
| 2009/10 | Valencia CF     | Vlag van Spanje   | Primera División | 25    | 0     |
| 2010/11 | Valencia CF     | Vlag van Spanje   | Primera División | 25    | 0     |
| 2011/12 | Valencia CF     | Vlag van Spanje   | Primera División | 11    | 0     |

## Nationaal elftal
Miguel speelde zijn eerste interland voor Portugal op 12 februari 2003 tegen Italië. Hij maakt deel uit van de selecties voor onder meer het EK 2004, het WK 2006, het EK 2008 en het WK 2010. Tijdens het EK 2004 in eigen land begon Miguel als tweede keus op de positie van rechtervleugelverdediger, achter Paulo Ferreira. Na de met 1-2 verloren openingswedstrijd tegen de latere kampioen Griekenland, kreeg Miguel zijn kans van bondscoach Luiz Felipe Scolari en werd hij basisspeler. In 2004 behaalde Miguel met Portugal de tweede plaats, nadat in de finale met 1-0 werd verloren van wederom Griekenland. Op het WK 2006 eindigde hij met zijn land op de vierde plaats.
1 Ricardo Pereira ·
2 Ferreira ·
3 Jorge ·
4 Andrade ·
5 Couto  ·
6 Costinha ·
7 Figo ·
8 Petit ·
9 Pauleta ·
10 Costa ·
11 Simão ·
12 Quim ·
13 Miguel ·
14 Valente ·
15 Beto Severo ·
16 Ricardo Carvalho ·
17 Ronaldo ·
18 Maniche ·
19 Tiago ·
20 Deco ·
21 Gomes ·
22 Moreira ·
23 Postiga ·
Coach: Scolari
1 Ricardo Pereira ·
2 Ferreira ·
3 Caneira ·
4 Ricardo Costa ·
5 Meira ·
6 Costinha ·
7 Figo  ·
8 Petit ·
9 Pauleta ·
10 Viana ·
11 Simão ·
12 Quim ·
13 Miguel ·
14 Valente ·
15 Boa Morte ·
16 Ricardo Carvalho ·
17 Ronaldo ·
18 Maniche ·
19 Tiago ·
20 Deco ·
21 Gomes ·
22 Santos ·
23 Postiga ·
Coach: Scolari
1 Ricardo Pereira ·
2 Ferreira ·
3 Alves ·
4 Bosingwa ·
5 Meira ·
6 Meireles ·
7 Ronaldo ·
8 Petit ·
9 Almeida ·
10 Moutinho ·
11 Simão ·
12 Nuno Espírito Santo ·
13 Miguel ·
14 Ribeiro ·
15 Pepe ·
16 Ricardo Carvalho ·
17 Quaresma ·
18 Veloso ·
19 Nani ·
20 Deco ·
21 Nuno Gomes  ·
22 Patrício ·
23 Postiga ·
Coach: Scolari
1 Eduardo Carvalho ·
2 Alves ·
3 Ferreira ·
4 Rolando ·
5 Duda ·
6 Ricardo Carvalho ·
7 Ronaldo  ·
8 Pedro Mendes ·
9 Liédson ·
10 Danny ·
11 Simão ·
12 Beto ·
13 Miguel ·
14 Veloso ·
15 Pepe ·
16 Meireles ·
17 Amorim ·
18 Almeida ·
19 Tiago Mendes ·
20 Deco ·
21 Ricardo Costa ·
22 Fernandes ·
23 Coentrão ·
Coach: Queiroz